# Franse Voor-Alpen

Kaart van de Franse Voor-Alpen

De Franse Voor-Alpen zijn een groep subalpiene bergmassieven die aan de voeten van de Franse Alpen liggen. Deze massieven zijn gemiddeld minder hoog dan de kristallijne massieven van de hoge Alpen. Ze bestaan voornamelijk uit kalksteen.
In de noordelijke Franse Alpen zijn de grenzen tussen de verschillende massieven duidelijk zichtbaar door diepe valleien die de verschillende massieven scheiden. De cluse van Voreppe scheidt zo de Chartreuse van de Vercors en de vallei van Chambéry scheidt de Chartreuse van de Bauges. In de noordelijke Franse Alpen scheidt de zogeheten Sillon Alpin de Voor-Alpen van de 'echte' Alpen. Deze Sillon Alpin volgt de vallei van Chamonix via Megève en het Val d'Arly naar Albertville om vervolgens via de Isèrevallei en de brede Gresivaudan tot Grenoble te gaan. Ten zuiden van Grenoble verbreedt de Sillon Alpin tot een eerder lage, heuvelachtige streek te midden van de hogere bergmassieven: de Trièves. 
In de meer zuidelijk gelegen Voor-Alpen zijn de valleien minder diep en is de structuur minder duidelijk.
Twee zeer bekende bergen in de Franse Voor-Alpen zijn de Mont Ventoux en de Mont Aiguille.

## Geologie
In geologische zin bestaan de Voor-Alpen uit Penninische Dekbladen (nappes) die zijn losgekomen, gedeformeerd en verplaatst door de orogenese van de 'echte' Alpen. Het zijn 'externe' bergmassieven aan de buitenzijde van de Alpenboog. De Voor-Alpen vormen vandaag vaak een karstlandschap. Door erosie vermindert hun hoogte gemiddeld met ongeveer één centimeter per jaar.

## Massieven
De Franse Voor-Alpen bestaan uit volgende massieven, gegroepeerd in vier secties:
- Voor-Alpen van de Savoye
  - Chablais-Haut-Giffre
    - Aiguilles Rouges
    - Giffre
    - Chablais

  - Bornes-Aravis
    - Aravisketen
    - Bornesmassief

  - Baugesmassief
  - Chartreuse
- Voor-Alpen van de Dauphiné
  - Vercors (soms de Franse Dolomieten genoemd)
  - Dévoluy-Bochaine
    - Dévoluymassief
    - Bochaine (soms ook Pays du Buëch, Céüse-Aujour of Prealpi occidentali di Gap)

  - Diois-Baronnies
    - Diois
    - Baronnies
- Voor-Alpen van de Provence
  - Monts de Vaucluse-Luberon
    - Monts de Vaucluse en Montagne de Lure
    - Luberon

  - Préalpes de Digne
  - Préalpes de Castellane / Grasse
- Préalpes de Nice

Daarnaast zijn er nog een paar afgescheiden bergmassieven die niet aansluiten bij de andere:
- Alpilles
- Mont Sainte-Victoire
- Sainte-Baume

Vaak wordt een deel van het Massif des Trois-Évêchés ook tot de Voor-Alpen gerekend, als apart massief of als deel van de Voor-Alpen van Digne.
Het Massif des Maures, tussen Hyères en Fréjus aan de Côte d'Azur maakt geologisch geen deel meer uit van de Alpen.

## Hoogste punten per massief
De hoogste top van de Voor-Alpen die op het Franse grondgebied gelegen is, is de 3096 meter hoge Mont Buet in het Giffremassief. De Dents du Midi met de Haute Cime liggen in Zwitserland.
| Sectie (SOIUSA) | Massief                   | Hoogste bergtop           | Hoogte (m) | Opmerkingen                                               |
| --------------- | ------------------------- | ------------------------- | ---------- | --------------------------------------------------------- |
| Savoie          | Giffre                    | Haute Cime                | 3257       | Mont Buet Haut-Giffre is de hoogste op Frans grondgebied. |
| Savoie          | Aiguilles Rouges          | Aiguille du Belvédère     | 2965       |                                                           |
| Savoie          | Chablais                  | Hauts-Forts               | 2464       |                                                           |
| Savoie          | Bornes                    | Pointe Blanche            | 2438       |                                                           |
| Savoie          | Aravisketen               | Pointe Percée             | 2750       |                                                           |
| Savoie          | Bauges                    | Arcalod                   | 2217       |                                                           |
| Savoie          | Chartreuse                | Chamechaude               | 2082       |                                                           |
| Dauphiné        | Vercors                   | Grand Veymont             | 2341       |                                                           |
| Dauphiné        | Diois                     | Mont Jocou                | 2051       |                                                           |
| Dauphiné        | Baronnies                 | Mont Mare                 | 1603       |                                                           |
| Dauphiné        | Dévoluy                   | Obiou                     | 2789       |                                                           |
| Dauphiné        | Bochaine                  | Mont Céüse                | 2016       |                                                           |
| Provence        | Voor-Alpen van Digne      | Les Monges                | 2115       |                                                           |
| Provence        | Monts de Vaucluse         | Signal de Saint-Pierre    | 1256       |                                                           |
| Provence        | Luberon                   | Mourre Nègre              | 1125       |                                                           |
| Provence        | Voor-Alpen van Castellane | Puy de Rent               | 1996       |                                                           |
| Maritieme       | Voor-Alpen van Nice       | Pointe des Trois Communes | 2080       | Hoogste punt van het Authionmassief                       |
| /               | Alpilles                  | Tour des Opies            | 498        |                                                           |
| /               | Mont Sainte-Victoire      | Pic des Mouches           | 1011       |                                                           |
| /               | Sainte-Baume              | Joug de l'Aigle           | 1148       |                                                           |